# Murat Kurum

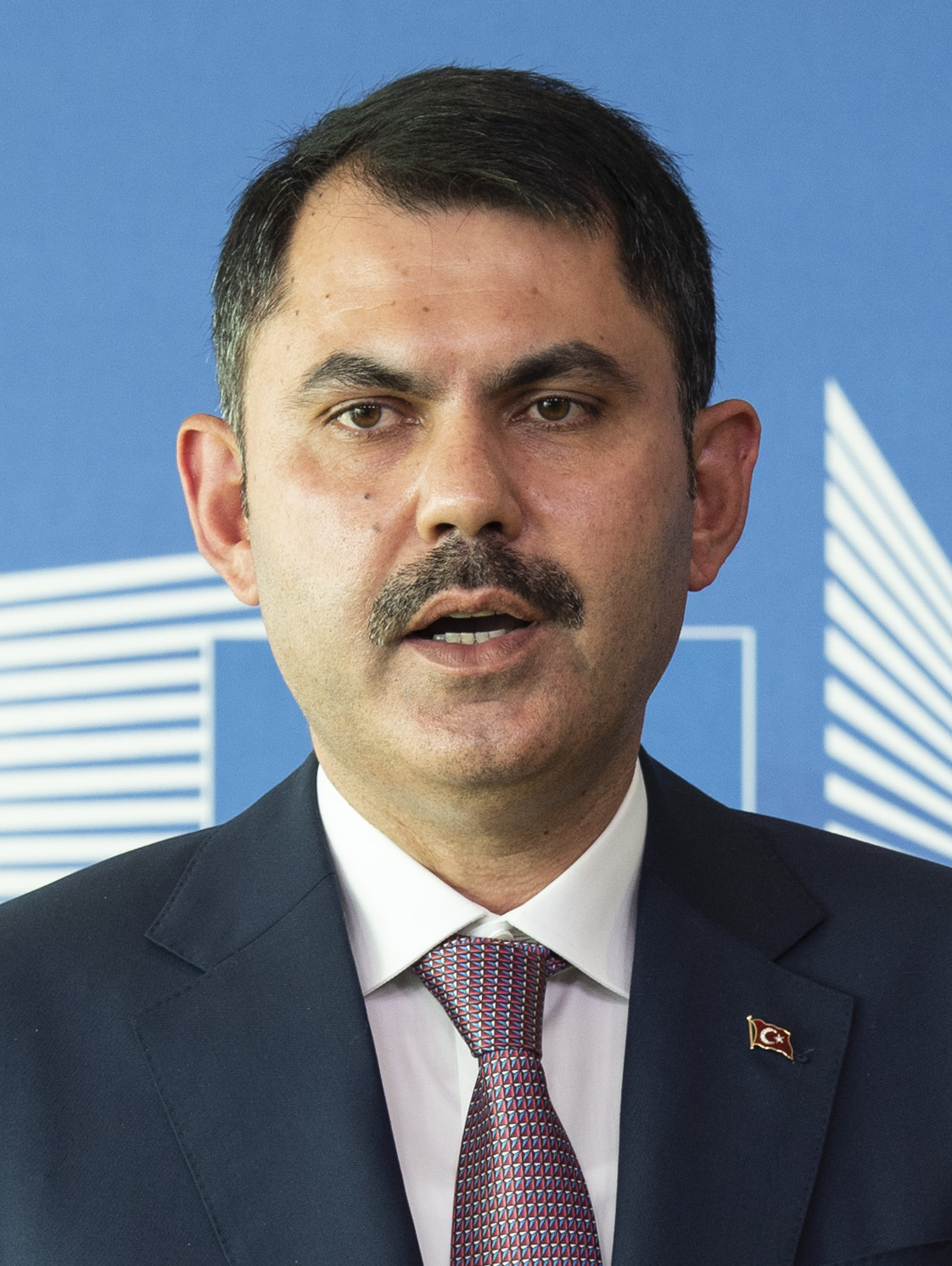
Murat Kurum (2021)

Murat Kurum (* 1976 in Ankara) ist ein türkischer Politiker und war von Juli 2018 bis Mai 2023 und ist seit Juli 2024 Minister für Umwelt und Stadtplanung der Türkei. 

## Leben
Nach seiner Schulausbildung in Ankara studierte Kurum an der Selçuk Üniversitesi Bauingenieurwesen, was er 1999 abschloss. Bevor er seine Posten bei der staatlichen Wohnungsbaubehörde (TOKİ) antrat, war er in verschiedenen Bausektoren als Baustellenleiter, Ingenieur und Koordinator tätig. Bei der TOKİ war er zunächst von 2005 bis 2006 als Experte in Ankara und in den darauf folgenden drei Jahren als Direktor der Istanbul-Abteilung (zuständig für die europäische Seite der Stadt) angestellt. Ab 2009 arbeitete Kurum bei der TOKİ-Abteilung des Ministerpräsidenten als Generaldirektor und Verwaltungsrat und wurde am 9. Juli 2018 Minister im Kabinett von Präsident Erdoğan.
Er war Kandidat für die AKP bei der Kommunalwahl in Istanbul am 31. März 2024.
Kurum ist verheiratet und hat drei Kinder.